# Love Letter (album de R. Kelly)
Pour les articles homonymes, voir Love Letter.
Albums de R. Kelly
Untitled
(2009) Write Me Back
(2012)
Singles
1. "When a Woman Loves"
Sortie : 7 septembre 2010
2. "Love Letter"
Sortie : 22 novembre 2010
3. "Radio message"
Sortie : 2011

Love Letter est le dixième album studio solo de R. Kelly, sorti le 14 décembre 2010. Cet album a été certifié Disque d'or.

## Titres Standard
1. Love Letter Prelude
2. Love Letter
3. Number One Hit
4. Not Feelin' The Love
5. Lost In Your Love
6. Just Can't Get Enough
7. Taxi Cab
8. Radio Message
9. When A Woman Loves
10. Love Is (Feat. K. Michelle)
11. Just Like That
12. Music Must Be A Lady
13. A Love Letter Christmas
14. How Do I Tell Her

### Bonus Tracks
15. Fallin' Hearts
16. Butterfly 
17: Relief 
18: When A Woman Loves (REMIX)
```
19: You Are Not Alone 
(Tribute. Michael Jackson)
```

Notes et références
1. ↑   (en) Voir News room du site officiel de la RIAA, 19 avril 2011.